# Trollí farma
Trollí farmy je ne zcela jasně vymezené označení pro skupiny státem či jinými entitami placených nebo podporovaných internetových trollů. Tato taktika je typicky spojována s Ruskou federací a její taktikou vedení hybridní války. Vyskytují se však i v jiných státech a jejich využívání může být přisuzováno i nestátním aktérům.

## Ruské trollí farmy
Tyto skupiny jsou velmi populární zejména v Rusku. Během ukrajinské krize v roce 2014 se stalo „trollení“ významnou částí dezinformační války Kremlu, který si platil „armádu trollů“, jejímž úkolem bylo psát proruské komentáře na weby ukrajinských internetových médií a oslabit tak podporu protiruských kampaní.
Známou „trollí farmou“ je ruská Agentura pro výzkum internetu. Odhalení této farmy nastalo proto, že její zaměstnankyně podala žalobu, ve které požadovala zaplatit dlužnou mzdu za práci internetového trolla. Několik bývalých trollů také podalo svědectví, ve které popsalo svojí práci pro tuto agenturu.
Podle deníku The New York Times šíří Agentura pro výzkum internetu poplašné hoaxy na území USA. Jeden z nich se týkal falešného upozornění na únik chemických látek v St. Mary Parish v Louisianě prostřednictvím sociálních sítí, pár měsíců poté vypustila agentura mylnou informaci, že byla v Atlantě zastřelena neozbrojená Afroameričanka a objevil se zde také virus ebola. Ani jedna z těchto zpráv nebyla nikdy potvrzena.
V souvislosti s aktivitami ruské vlády v tomto směru se mluví přímo o ruské armádě trollů.

## Trollí farmy mimo Rusko
Reportérům soukromé polské televize TVN se podařilo odhalit "trollí farmu", která šířila poplašné zprávy na internetu, v ústředí koncernu HGA Media na okraji Varšavy. Trollové svou práci nejvíce šířili na facebookovém profilu „Podporuji vládu strany PiS“, jehož správce dříve pracoval na ministerstvu spravedlnosti.
O možném využívání trollí farmy v českém kontextu v zájmu skupiny Severní energetická pravděpodobně ze strany společnosti Olmer ad mluví také organizace Greenpeace.

## Trollové roboti
Trollí farmy mohou značně narůst s vývojem technologií a umělé inteligence. Jsou zaznamenány případy „Trollobotů“, tj. automatizovaných účtů na sociálních sítích, které sdílí příspěvky určené k propagandě. S rozvojem technologií umělé inteligence jako např. Amazon Alexa, Google Duplex, nebo Microsoft Cortana možnosti kamuflovat falešnou identitu vzrostou a „Trolloboti“ tak budou ještě hůře odhalitelní.
Univerzita Carnegieho–Mellonových zveřejnila v květnu 2020 studii, ve které bylo analyzováno přes 200 milionů příspěvků ze sociální sítě Twitter týkajících se šíření onemocnění covid-19. Podle závěrů této studie přibližně 45 procent z nich sdílely účty, jejichž chování připomíná aktivitu algoritmicky ovládaných profilů. Podle tvrzení profesorky Carleyové vykazovalo chování botů charakter propagandistické operace podle ruského nebo čínského postupu. Prokázat, že šlo o propagandistickou operaci cizího státu by však podle profesorky znamenalo vynaložení velkého množství finančních prostředků.